# موند سیتی (ایلینوی)
موند سیتی، ایلینوی (به انگلیسی: Mound City, Illinois) یک شهر در ایالات متحده آمریکا است که در ایلی‌نوی واقع شده‌است.